# Beyendorfer Grund
Beyendorfer Grund, Magdeburg-Beyendorfer Grund – dzielnica miasta Magdeburg w Niemczech, w kraju związkowym Saksonia-Anhalt.